# Bartosz Salamon
Bartosz Salamon (pronunție în poloneză [ˈbartɔʂ saˈlamɔn], n. 1 mai 1991) este un fotbalist polonez care joacă pe postul de fundaș pentru clubul Cagliari din Serie B.

## Cariera la club

### Brescia și împrumutul la Foggia
Salamon a debutat în Serie B pe 3 mai 2008, la doar două zile după împlinirea vârstei de 17 ani, intrând de pe bancă în minutul 77, într-un meci cu Modena câștigat de Brescia. Pe 17 ianuarie 2009, el a apărut în primul unsprezece al Bresciei , jucând pentru prima dată toate cele 90 de minute în victoria cu 4-0 cu Pisa. Pe 9 august, el a marcat primul său gol pentru Brescia într-un meci câștigat cu 1-0 cu Ravenna în Coppa Italia. În iulie 2010, s-a anunțat că va fi împrumutat la US Foggia în Lega Pro Prima Divisione, cel de-al treilea nivel al fotbalului Italian. El a revenit la Brescia, în Serie B, pentru sezonul 2011-12. În 2012-13, Brescia l-a delegat cu precădere în centrul apărării.

### Milan
Pe 31 ianuarie 2013, Salamon a fost transferat de AC Milan, semnând un contract până în 2017, suma de transfer fiind de 3,5 milioane de euro.

### Sampdoria
Pe 11 iulie 2013, Salamon a fost transferat la Sampdoria, care a cumpărat 50% din drepturile federative ale lui Salamon pentru 1,6 milioane de euro. Drepturile de co-proprietate au fost stinse la data de 9 iunie 2014, pentru 1,6 milioane de euro. Pe 1 septembrie 2014 Salamon a fost împrumutat la Pescara.

### Cagliari
Pe 31 august 2015 Salamon a fost vândut la Cagliari, semnând un contract de 5 ani.

## Carieră internațională
Salamon a reprezentat Polonia la echipele U-16, U-17, U-18, U-19, U-20 și U-21. În septembrie 2010, el a fost convocat pentru prima dată la echipa de seniori a Poloniei, pentru meciurile împotriva Statelor Unite și a Ecuadorului.
A fost convocat de selecționerul Poloniei, Adam Nawałka, la Campionatul European de Fotbal din 2016.

## Titluri

### Club
Cagliari
- Serie B: 2015-16[18]

## Legături externe
- Bartosz Salamon la acmilan.com
- Bartosz Salamon la aic.fotbal.it (italiană)
- Bartosz Salamon la uefa.com
- Profil la Lega Serie A Arhivat în 8 iulie 2015, la Wayback Machine. (italiană)
- Bartosz Salamon la 90minut.pl pl